# Wappen des Bezirks Mitte
Das Wappen des Bezirks Mitte wurde nach der Bezirksfusion der drei Bezirke Mitte (alter Bezirk), Tiergarten und Wedding durch den Norder Heraldiker Theodor Lorenz (1929–2005) neu entworfen und gestaltet.
Das Wappen wurde dem Bezirk Mitte am 9. Oktober 2001 vom Senat des Landes Berlin verliehen.

## Blasonierung
„Der sechsfach in Rot und Silber geständerte Schild ist mit einem goldenen Mittelschild belegt, darin ein wachsender schwarzer, rotbewehrter und -gezungter Bär, der in den Pranken einen blauen Schild mit aufrechtem goldenem Lilienzepter hält. Auf dem Schild ruht eine rote dreitürmige Mauerkrone, deren mittlerer Turm mit dem Berliner Wappenschild belegt ist.“

## Geschichte und Bedeutung

### Der alte Bezirk Mitte
Der Bezirk Mitte wurde bei der Schaffung von Groß-Berlin 1920 aus Gebietsteilen des 1861 geschaffenen Berlins und dem Gutsbezirk Berlin-Schloss gebildet. Eine Siedlung, Gemeinde oder Stadt mit dem Namen Mitte gab es nicht. Auf dem Gebiet des Bezirks Mitte lagen die am 1. Januar 1710 zusammengeschlossenen Städte Berlin, Kölln (mit Neu-Kölln), Dorotheenstadt, Friedrichswerder, Teile der Friedrichstadt und die 1861 eingemeindete Friedrich-Wilhelm-Stadt, Spandauer Vorstadt, Königsstadt, Teile der Stralauer Vorstadt, Teile der später in Luisenstadt umbenannten Cöpenicker Vorstadt sowie Teile der Rosenthaler Vorstadt die auch Äußere Spandauer Vorstadt genannt wurde.
Zur Beschreibung und Geschichte des Berliner und Köllner Wappen, siehe unter Wappen Berlins. Außer Berlin und Kölln hatten auch die übrigen oben genannten Städte eigene Wappen.
Der Bezirk Mitte symbolisiert nicht nur das Zentrum Berlins, sondern auch die Wiege der Stadt. Da der Bezirk Mitte aber nur ein Teil Berlins war und das Wappen Berlins für ganz Berlin geführt wurde, übernahm der Bezirk das Wappen der ehemaligen Schwesterstadt Kölln. Dieses Wappen zeigt in silbernem Schild den roten goldbewehrten brandenburgischen Adler. Das älteste erhaltene Siegel der Stadt Kölln aus dem Jahr 1334 zeigte bereits den Adler. Der rote Adler war das Zeichen der askanischen (brandenburgischen) Markgrafen, den damaligen Landes- und Grundherren. Das aus dem Siegel entstandene Wappen blieb über die Jahrhunderte relativ unverändert. Der Bezirk führt das Wappen seit seiner Bildung im Jahr 1920. Das Wappen wurde aber nie offiziell verliehen.
Zur 750-Jahr-Feier Berlins 1987 bekam der Bezirk Mitte durch den Ostberliner Magistrat ein neues Wappen verliehen. Das Wappen ist von Silber und Rot geteilt. Im oberen silbernen Feld zeigt sich der aufrecht stehende und nach rechts blickende rotgezungte schwarze Berliner Wappenbär. Im unteren roten Feld steht auf silbernem Boden ein großer silberner Turm mit zwei schräg nach außen ansteigenden silbernen Seitengebäuden. Dieses „Hohe Haus“ genannte Gebäude wird begleitet von zwei kleineren silbernen Türmen und war Teil der Stadtbefestigung. Das nicht sichtbare Stadttor ist mit einem breitgezogenen, oben kleeblattartigen, silbernen Rundschild belegt, in dem sich der rote brandenburgische Adler befindet. Der untere Teil des Wappenschildes ist nach dem ältesten erhaltenen Siegel Berlins gestaltet. Das Wappen wurde von dem Architekten Günter Stahn entworfen.
Nach der Wiedervereinigung Berlins bekam der Bezirk Mitte 1995 erneut ein neues Wappen verliehen. Es zeigt in goldenem Schild zwei aufrecht zur Mitte hin schreitende, rotbewehrte und rotgezungte Bären mit zottigem Fell. In der Mitte halten sie den unten spitz zulaufenden brandenburgischen Adlerschild. Dieses Wappenbild ist nach dem zweitältesten Berliner Siegel gestaltet worden. Das Wappen wurde mit einer roten dreitürmigen Mauerkrone, deren mittlerer Turm mit dem Berliner Wappenschild belegt ist, versehen. Die Mauerkrone verbindet alle Bezirke mit Berlin und untereinander.

### Bezirk Tiergarten
Der Bezirk Tiergarten wurde 1920 bei der Schaffung Groß-Berlins aus Teilen des alten Berlins gebildet. Weder Berlin-Tiergarten noch Moabit führten ein Wappen. Auch die, vor ihrer Eingemeindung nach Berlin, auf dem Gebiet des Bezirks Tiergarten gelegenen Städte Friedrichstadt-Vorstadt und Schöneberger Vorstadt führten kein Wappen.
Der Bezirk Tiergarten führte 1945 ohne amtliche Genehmigung ein Bezirkswappen ein. Es zeigte in silbernem, mit grünen Laub- und Nadelbäumen bestreuten Schild einen goldbewehrten nach rechts springenden roten Hirsch. Dieses Wappen wurde durch den Heraldiker Ottfried Neubecker, der auch das heutige Berliner Landeswappen entwarf, überarbeitet. Er ersetzte die Laub- und Nadelbäume durch grüne Kleeblätter. Dieses Wappen wurde am 17. Februar 1954 von der Bezirksverordnetenversammlung gebilligt und am 7. Februar 1955 von Berliner Senat dem Bezirk verliehen. Das Wappen zeigt den nach rechts springenden goldbewehrten roten Hirsch jetzt in einem, mit Kleeblättern bestreuten silbernen Schild. Das Wappen wurde mit einer roten dreitürmigen Mauerkrone, deren mittlerer Turm mit dem Berliner Wappenschild belegt ist, versehen. Die Mauerkrone verbindet alle Bezirke mit Berlin und untereinander.
Der Bezirk verdankt seinen Namen dem seit dem 16. Jahrhundert bestehenden kurfürstlichen Jagdgebiet und Wildgehege, welches Tiergarten genannt wurde. Der springende Hirsch im Wappen symbolisiert dieses Jagdgebiet. Durch das Jagdgebiet und das Wildgehege, aber auch durch viele andere Parkanlagen, gehört der Bezirk mit zu den grünsten Bezirken Berlins, was durch die gestreuten Kleeblätter im Schild versinnbildlicht ist.

### Bezirk Wedding
Auch der Bezirk Wedding wurde 1920 bei der Schaffung Groß-Berlins aus Teilen des alten Berlins gebildet. Vor der Eingemeindung nach Berlin 1861 befand sich auf dem Gebiet des Bezirks das Dorf Wedding und in dessen Nähe der Gesundbrunnen. Beide führten kein Wappen.
Das Bezirkswappen wurde entworfen von dem Heraldiker Ottfried Neubecker, der auch das heutige Berliner Landeswappen schuf. Das Wappen wurde am 28. September 1950 von der Bezirksverordnetenversammlung gebilligt und am 7. Februar 1955 vom Berliner Senat dem Bezirk verliehen. Das Wappen zeigt in rotem Schild einen schrägrechts aufwärts gelegten goldenen geflügelten Pfeil. Der geflügelte Pfeil wurde dem Wappen der ausgestorbenen altmärkischen Familie von Weddinghe entlehnt. Das Wappen wurde, wie auch die anderen Bezirkswappen, mit einer roten dreitürmigen Mauerkrone, deren mittlerer Turm mit dem Berliner Wappenschild belegt ist, versehen. Die Mauerkrone verbindet alle Bezirke mit Berlin und untereinander.
Im 19. Jahrhundert siedelte sich im Gebiet des späteren Bezirks Wedding vor allem Industrie an, AEG, Schwartzkopff, Osram, Schering und andere. Der Wedding entwickelte sich zu einem dicht bevölkerten Arbeiterbezirk und damit zu einer Hochburg der SPD und KPD. Dies war der Grund, warum man dem Wunsch der SPD entsprach und den ursprünglich blau tingierten Schild durch einen roten ersetzte. Der geflügelte Pfeil galt nunmehr als ein Zeichen des Fortschritts im „roten Wedding“.

### Der neue Bezirk Mitte
Nach der Bezirksfusion der drei Bezirke Mitte, Tiergarten und Wedding am 1. Januar 2001 zu einem gemeinsamen, großen Bezirk Mitte, musste auch ein neues Bezirkswappen geschaffen werden. Das neue Wappen bekam der neue Bezirk am 9. Oktober 2001 verliehen. Der Hauptschild ist sechsfach von Rot und Silber geständert. Der golden tingierte Herzschild zeigt einen wachsenden rotbewehrten und rotbezungten schwarzen Bären. Der Bär hält in seinen Pranken einen blauen Schild mit aufrechtem, goldenem Lilienzepter. Der Hauptschild versinnbildlicht das Zusammenwachsen der drei Bezirke. Für jeden Bezirk stehen jeweils die Farben Rot und Silber (Weiß). Die Farben entsprechen den historischen Stadtfarben Berlins. Der Herzschild mit dem Berliner Wappenbären ist eine Erinnerung an das Bezirkswappen Mitte von 1994. Er symbolisiert die zentrale Lage des Bezirks und die Wiege Berlins. Der kleine Schild mit dem Zepter war bereits der Herzschild im Wappen der Dorotheenstadt. Er ist ein Kennzeichen der Herrschergewalt und verweist auf die historische Rolle Berlins als Residenzstadt und Hauptstadt mehrerer deutscher Staaten. Wie auch bei den anderen Bezirkswappen, ruht auf dem Schild die neu überarbeitete rote dreitürmige Mauerkrone, deren mittlerer Turm mit dem Berliner Wappenschild belegt ist. Die Mauerkrone verbindet alle Bezirke mit Berlin und untereinander.

## Wappen der ehemaligen Vorstädte

### Neu-Kölln
Neu-Kölln, später auch Neu-Kölln am Wasser genannt, war die erste Stadterweiterung der Doppelstadt Berlin-Kölln. Sie lag südlich von Kölln am gegenüber liegenden Ufer des linken Spreearms (Köllner Stadtgraben). Diese relativ kleine Stadterweiterung (19 Hektar) führte ein eigenes Wappen.
Das Wappen von Neu-Kölln ist von Silber und Blau geteilt. Es zeigt im oberen silbernen Feld einen wachsenden goldbewehrten roten brandenburgischen Adler. Das untere blaue Feld zeigt eine nach rechts hin perspektivisch ansteigende golden tingierte Stadtmauer mit offenem Stadttor. Die Stadtmauer ist befenstert und symbolisiert die Berliner Stadtmauer.

### Friedrichswerder
Die Stadt Friedrichswerder war die erste Neustadt westlich von Kölln am gegenüber liegenden Ufer des linken Spreearms (Köllner Stadtgraben). Am 19. September 1662 erteilte Friedrich Wilhelm, der Große Kurfürst, Friedrichswerder das Stadtrecht.
Das Wappen der Stadt Friedrichswerder zeigt in silbernem Schild den nach rechts blickenden goldbewehrten roten brandenburgischen Adler. Die Brust des Adlers ist belegt mit den goldenen Großbuchstaben „CFW“. Die Buchstaben stehen für den Gründer der Stadt, Churfürst Friedrich Wilhelm.

### Dorotheenstadt
Die Dorotheenstadt wurde 1674 als zweite Neustadt nordwestlich von Friedrichswerder gegründet und vom Großen Kurfürsten Friedrich Wilhelm, seiner zweiten Gemahlin, Kurfürstin Dorothea geschenkt. Am 1. Januar 1710 wurde die Dorotheenstadt Bestandteil der „Königlichen Haupt- und Residenzstadt“ Berlin.
Das Wappen der Dorotheenstadt zeigt in silbernem Schild den nach rechts blickenden goldbewehrten roten brandenburgischen Adler. Auf seinem Haupt trägt er die Krone des Kurfürsten, den Churhut. Die Brust des Adlers ist belegt mit einem blauen Schild, in dem ein goldenes Lilienzepter schwebt.

### Friedrichstadt
Die Friedrichstadt wurde 1692 als dritte Neustadt westlich von Friedrichswerder von Friedrich I. gegründet. Ihren Namen erhielt sie aber erst 1706. Nach nicht einmal weiteren vier Jahren, am 1. Januar 1710, wurde sie Bestandteil der „Königlichen Haupt- und Residenzstadt“.
Das Wappen der Friedrichstadt zeigt in silbernem Schild einen von Schwarz und Rot gespaltenen goldbewehrten Adler. Links der rote brandenburgische Adler und rechts der schwarze preußische Adler.

### Königsstadt
Die Königsstadt entstand um 1690 als Georgenstadt. 1701 wurde sie in Königsstadt umbenannt. Die Königsstadt lag nordöstlich der Berliner Altstadt am gegenüber liegenden Ufer des rechten Spreearms.
Das Wappen der Königsstadt ist von Silber und Blau geteilt. Es zeigt im oberen silbernen Feld einen wachsenden goldbewehrten und rotbezungten preußischen Adler. Auf seinem Haupt trägt er eine goldene Königskrone. Die Flügel des Adlers sind mit goldenen Kleestengeln, seine Brust mit goldenen Großbuchstaben belegt, den Initialen des Königs Friedrich I., Fridericus Rex. Das untere blaue Feld zeigt eine nach rechts hin perspektivisch ansteigende golden tingierte Stadtmauer mit offenem Stadttor. Die Stadtmauer ist befenstert und symbolisiert die Berliner Stadtmauer.

### Luisenstadt
Am 4. April 1802 verfügte König Friedrich Wilhelm III. der Cöpenicker Vorstadt den Namen Luisenstadt beizulegen, nach seiner Gemahlin, Königin Luise. Fortan führte Luisenstadt auch ein Wappen.
Das Wappen der Luisenstadt ist von Silber und Blau geteilt. Es zeigt im oberen silbernen Feld einen wachsenden goldbewehrten roten brandenburgischen Adler. Die Brust des Adlers ist mit einem blauen Schild belegt, der den goldenen Großbuchstaben „L“ enthält. Das „L“ steht für den Namen des Stadtteils. Das untere blaue Feld zeigt eine nach rechts hin perspektivisch ansteigende golden tingierte Stadtmauer mit offenem Stadttor. Die Stadtmauer ist befenstert und symbolisiert die Berliner Stadtmauer.

### Spandauer Vorstadt
Die Spandauer Vorstadt war im 18. Jahrhundert die größte und bedeutendste Berliner Vorstadt. Sie lag nördlich der Berliner Altstadt.
Das Wappen der Spandauer Vorstadt ist von Silber und Blau geteilt. Es zeigt im oberen silbernen Feld einen wachsenden goldbewehrten und rotbezungten preußischen Adler. Auf seinen Haupt trägt er eine goldene Königskrone. Seine Flügel sind mit goldenen Kleestengeln belegt. Das untere blaue Feld zeigt eine dreitürmige befensterte goldene Stadtmauer mit offenem Stadttor. Der mittlere Turm ist mit dem Berliner Wappenschild, dem aufrecht nach rechts streitenden, rotbewehrten und rotgezungten schwarzen Bären in silbernem Schild, belegt. Das Stadttor ist mit dem brandenburgischen Wappenschild, goldbewehrtem roten Adler in silbernem Schild, belegt. Die Stadtmauer symbolisiert die Berliner Stadtmauer.